# Szent Anna-tó
A Szent Anna-tó (románul: Lacul Sfânta Ana) egy krátertó az Erdélyi Csomád-hegység (Hargita megye) egyik kialudt vulkáni kráterében, Tusnádfürdőhöz közel. Része a Mohos Természetvédelmi Területnek, amely a Csomád két kráterét foglalja magába. A másik kráterben a Mohos-tőzegláp található. A tó Sepsibükszád felől közúton is megközelíthető.
A tó felszíne 0,22 km², alakja közel kör alakú, medre, amely az egykori vulkán krátere volt, tölcsér alakú. A víz planktonmennyisége és sótartalma alacsony (32 mg/liter), ennek ellenére a fenékre lerakódott feketésbarna iszap miatt a tó zavarosnak tűnik.
A Szent Anna-tó vízgyűjtő területe kicsi, semmilyen kapcsolatban nincs a helyi vízrajzi hálózattal, főleg a csapadék táplálja. Nincs közvetlen lefolyása, a víz csak a földbe szivárog el és bukkan fel később források formájában a vulkán külső részén. A csapadékmennyiség a tónál 600-700 mm/év, a lejtőkről lefolyó víz 1000–1500 mm, a víz párolgása pedig 500 mm körüli. Ezek szerint a vízszintnek évi 0,5 milliméterrel növekednie kellene, de a föld alatti lefolyás miatt csökken. 1867-ben a legnagyobb mélység 12 m volt, 1907-ben 8,5 m, jelenleg pedig 7 m. Ezt a folyamatot a meder feltöltődése és a növényzet terjedése okozza. Néhány évtized múlva, előreláthatólag az egykori Mohos-tó sorsára jut, helyén nem marad más, csak egy láp.
A tóban általánosságban fürödni 2018 áprilisa óta tilos, ez alól engedélyhez kötötten versenyek és speciális rendezvények képezhetnek kivételt.

## Jókai Mór: Szent Anna-tó
. „… Erdély legköltőibb helyét láttam. Vannak nagyszerűbb, pompásabb, elragadóbb látványok Erdély tájai közt, de oly magasztos alig lehet több, mint a Szent Anna tava… Háromezer lábnyi magasban a tengerszint felett, körös–körül ezerkétszáz lábnyi magasban a bércek által képzett medencében, vad erdők árnyékában terül el egy gömbölyű, nagyszerű tengerszem, melynek körülete egy negyedrész mérföldet meghalad. Sima tükörlapja sötétzöld a belenéző erdős bércektől, a legnagyobb vihar sem ingatja azt meg, hab sem fodorul rajta. A körülfekvő bércek ideforduló oldalát cser és bükk fedi, míg a tó partján körül roppant fenyők emelkednek, mint egy sötét rámába fogva az ércvilágú vizlápot.”

## A Szent Anna-tó legendája
A tó keletkezéséről szóló legenda röviden:
Valamikor réges-régen a mai Szent Anna-tó helyén egy magas hegy volt, melynek a tetején vár állott. Vele átellenben, egy órányira, a Bálványos-hegyén is egy hatalmas vár volt (ennek romjai ma is láthatók). Két testvér lakott a két várban, mindkettő kevély, gőgös, irigy volt, egymást sem szerették.

Egyszer a bálványosi várba egy gyönyörű, arannyal, ezüsttel, gyémánttal kidíszített hintóval, melyet hat szilaj paripa húzott, egy nagy úr érkezett. A házigazdának erősen megtetszett a hintó és a lovak, s kérte a vendéget, hogy adja el neki. Cserébe hét falut ígért, azonban a vendég úr hallani sem akart róla, s bármennyire is unszolta, hajthatatlan maradt. Mikor ezt látta a vár ura, cselhez folyamodott. Nagy mulatságot rendezett, ahol kockázással elnyerte a hintót. Másnap első dolga volt, hogy meglátogassa a testvérét. A testvére nagyon megirigyelte a hintót, és fogadtak hogy egy napon belül különb hintót fog szerezni, nem is hat, hanem tizenkét lóval.
Egész nap tűnődött az öcs, hogy honnét szerezzen különb tizenkét lovat. Hiába törte a fejét, semmit nem tudott kitalálni. Hanem egyszer csak mi jutott eszébe? A várba parancsolta a környék legszebb leányait. Fél nap se telt bele, és több száz lány gyűlt össze, a legszebb közülük egy Anna nevű volt. Ezt választotta először a vár ura, majd még tizenegyet, és a hintója elébe fogatta őket. A lányok azonban meg se bírták mozdítani a hintót. Az úr szörnyű haragra gerjedt, és ostorával rávágott Annára, aki legelől állt. Patyolatfehér húsából kiserkedt a vér, s jajszava felhangzott a magas egekig. Az úr másodszor is rávágott, ekkor Anna megátkozta, hogy süllyedjen a föld alá. S abban a pillanatban az ég elfeketedett, és szörnyű mennydörgés között a vár összeomlott. A romok egyre lejjebb süllyedtek, mígnem az egész víz alá került, és egy tó alakult ki.

A tó vizén tizenkét hattyú úszott, majd kijöttek a partra, megrázták magukat és visszaváltoztak leányokká. Mind hazasiettek a falujukba, Anna kivételével, aki kápolnát épített a tó partján, s ebben a kápolnában töltötte életének hátralevő részét csendes imádkozással. És jöttek az emberek mindenfelől a kis kápolnához együtt imádkozni a szent életű leánnyal, halála után pedig elnevezték róla a tavat Szent Anna tavának.

## A tó vulkáni jellege
A környéken a geológiai közelmúltban, mintegy 56 ezer évvel ezelőtt, erős vulkáni tevékenység folyt. A Csomád maga több, egykor aktív lávadóm együttese. A Szent Anna-tó úgynevezett maar-tó, azaz a láva és víz találkozása nyomán bekövetkező robbanás nyomán keletkezett. A Csomád mint vulkáni rendszer egykor hasonló robbanásos kitöréseket produkált, mint a Vezúv. Az izzó piroklasztáradások által magával ragadott fatörzsek maradványaiból két magyar kutató, Harangi Szabolcs és Kiss Balázs meghatározta a vulkán utolsó kitörésének idejét: ezek szerint 32 ezer évvel ezelőtt működött utoljára itt és egyben a Kárpát-medencében vulkán. A vulkáni lerakódásban található zöldamfibol-kristályok vizsgálatából következtetni tudtak arra is, hogy a Csomád alatt található szokatlanul megnyúlt magmakamrából az anyag annak idején 8-12 nap alatt tört a felszínre.

## Galéria

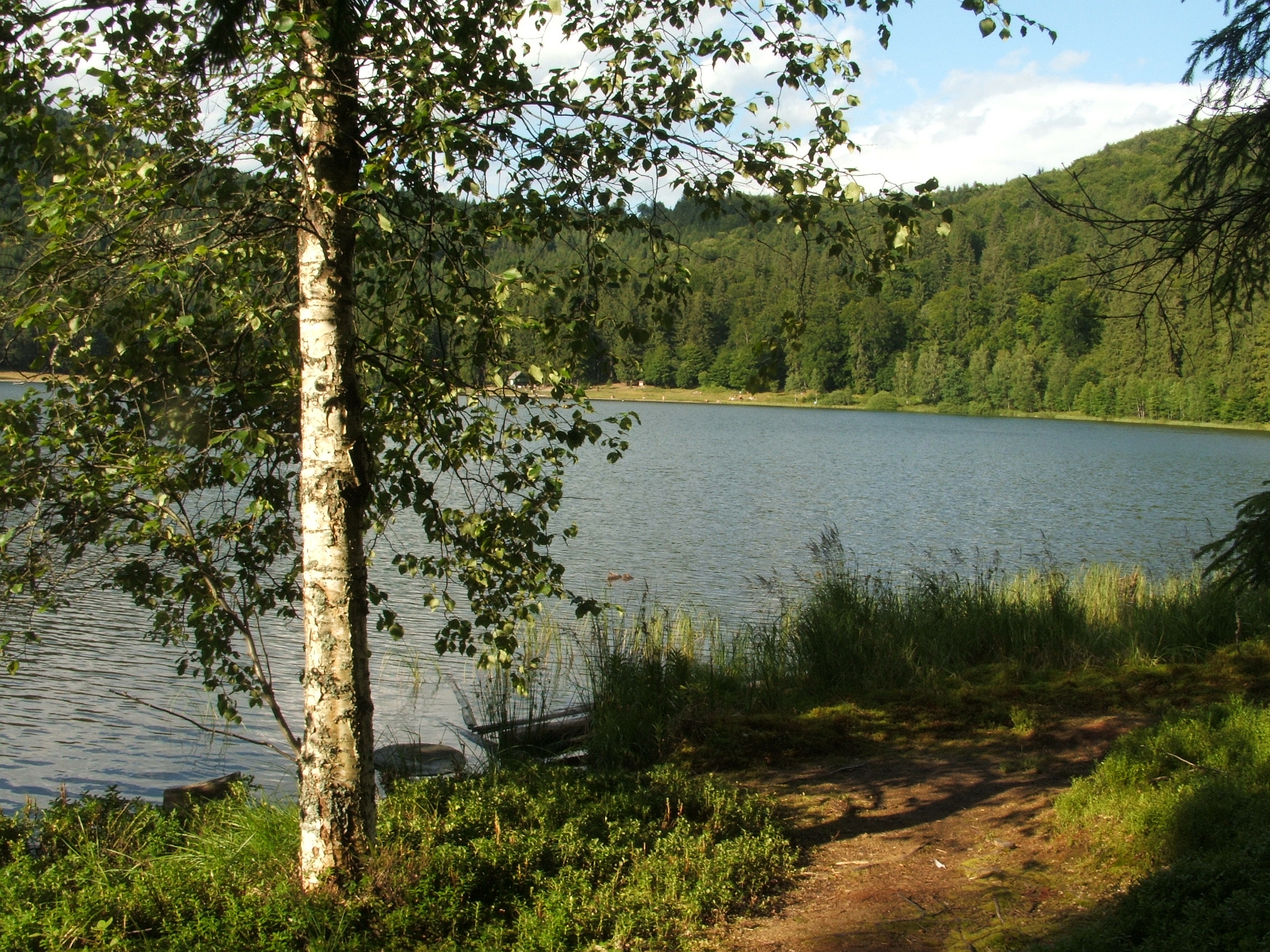
A tó látképe a partról
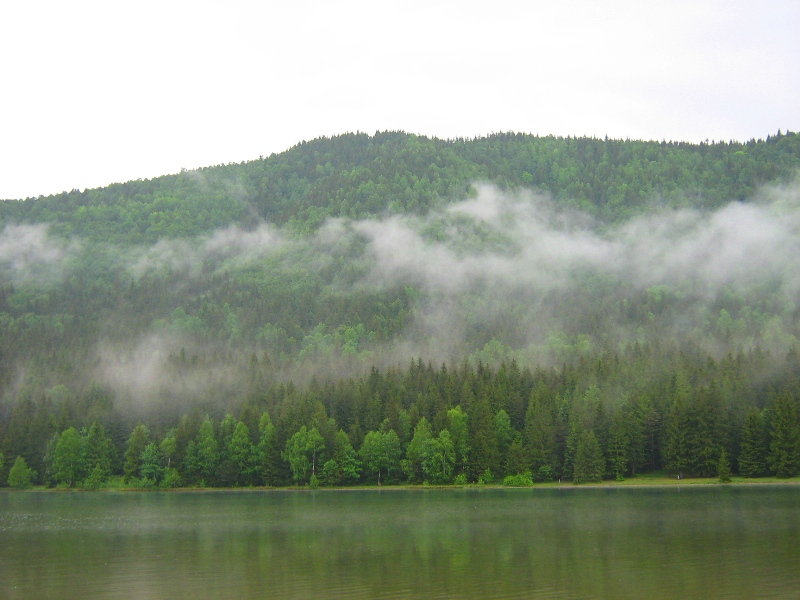
Felhők a tó felett
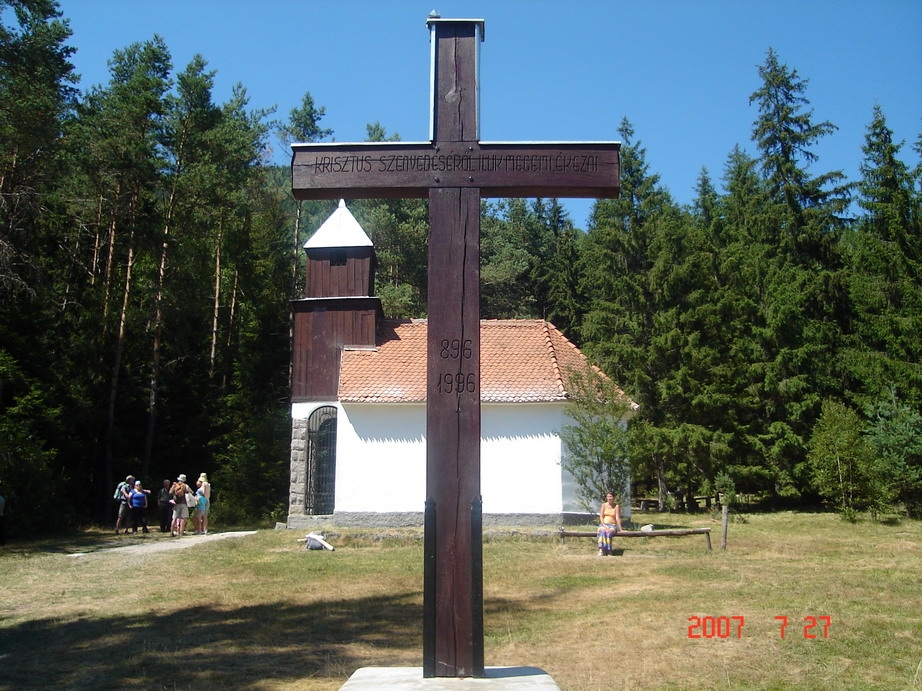
A Szent Anna-kápolna a tó mellett
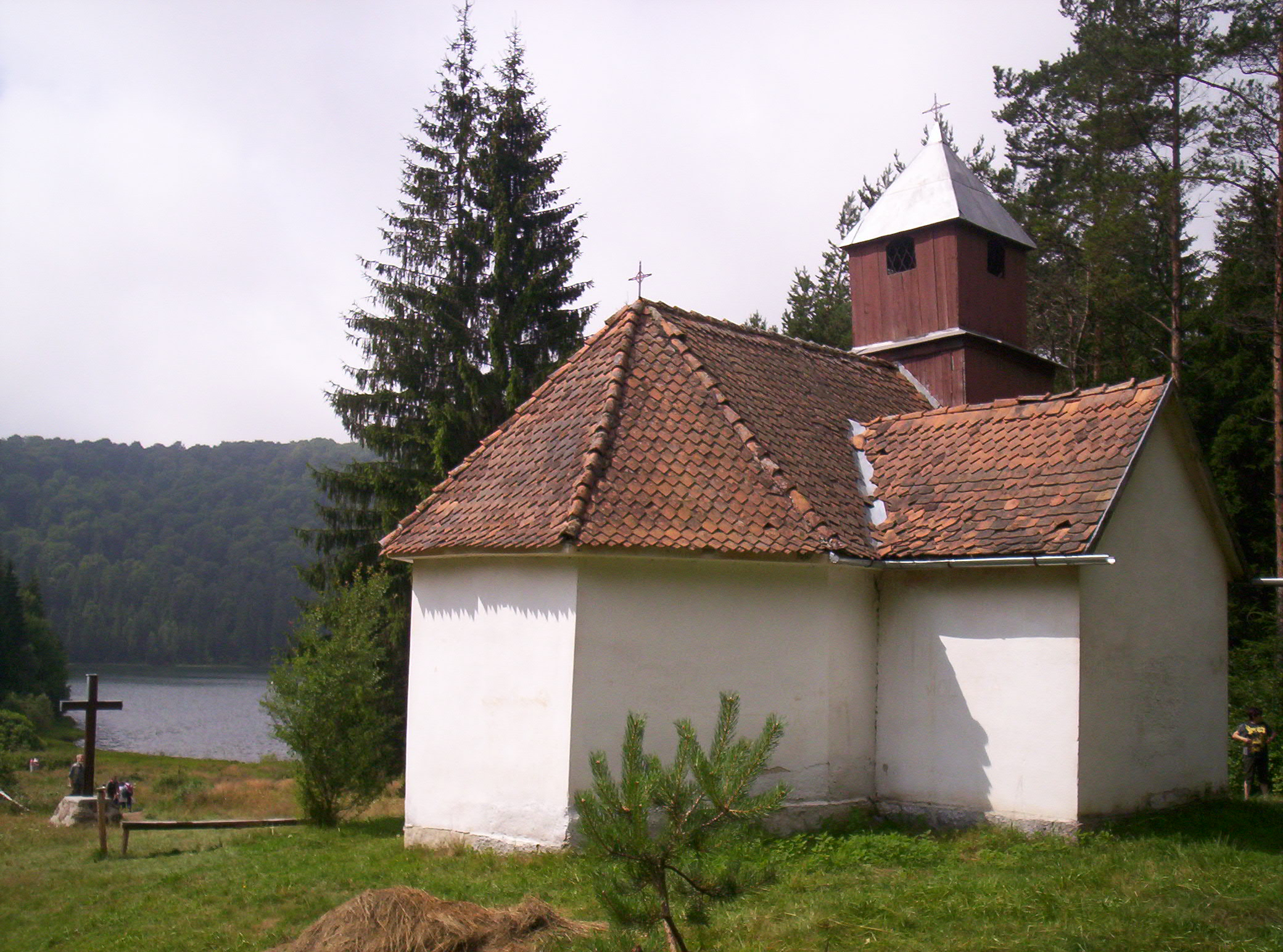
A kápolna hátulról